# Yılmaz Güney
Yılmaz Güney, född 1 april 1937 i Adana i Turkiet, död 9 september 1984 i Paris, var en kurdisk filmregissör, scenartist, författare och skådespelare. Güney skapade filmen Yol.

## Filmografi (urval)
- 1969 – Seyit Han
- 1969 – Aç Kurtlar
- 1970 – Hoppet
- 1971 – Klagosång
- 1974 – Oro
- 1974 – Vännen
- 1975 – Zavallılar
- 1979 – Hjorden
- 1979 – Düşman
- 1982 – Yol
- 1983 – Muren